# Yesterday Once More (sång)
Yesterday Once More, skriven av Richard Carpenter och John Bettis, är en sång som countryduon The Carpenters från USA hade en hit med. De hade den på sitt album Now & Then från 1973. 

## Listplaceringar
| Lista (1973)                         | Topplacering |
| ------------------------------------ | ------------ |
| Amerikanska Billboard Hot 100        | 2            |
| Amerikanska Billboard Easy Listening | 1            |
| Record World                         | 1            |
| Kanadensiska singellistan            | 1            |
| Oricons internationella singellista  | 1            |
| Oricons japanska singellista         | 5            |
| Brittiska singellistan               | 2            |
| Cash Box                             | 1            |

## Tema
Sångtexten handlar om att komma ihåg då man var yngre och lyssnade på musik via radio.

## Coverversioner
- Den danska schlagersångerskan Birthe Kjær spelade in en dansk version på låten vid namn "Som Om Det Var Igår" på plattan "På En Fransk Altan" (2003).
- Den svenska pop- och countrysångerskan Kikki Danielsson spelade in en coverversion på sitt album "I dag & i morgon" från 2006.